# Timandra rectistrigaria
Timandra rectistrigaria là một loài bướm đêm trong họ Geometridae.